# Träume der Liebe
"Träume der Liebe" is een single van de Duitse schlagergroep Geschwister Jacob.

## Hitnotering
| Träume der Liebe   | Träume der Liebe      | Träume der Liebe | Träume der Liebe | Träume der Liebe | Träume der Liebe | Träume der Liebe | Träume der Liebe | Träume der Liebe | Träume der Liebe | Träume der Liebe | Träume der Liebe |
| Hitlijst           | Datum van binnenkomst | Week:            | 1                | 2                | 3                | 4                | 5                | 6                | 7                | 8                | Laatste notering |
| ------------------ | --------------------- | ---------------- | ---------------- | ---------------- | ---------------- | ---------------- | ---------------- | ---------------- | ---------------- | ---------------- | ---------------- |
| Nederlandse Top 40 | 02-01-1965            | Positie:         | 24               |                  |                  |                  |                  |                  |                  |                  | 02-05-1965       |
| Nederlandse Top 40 | 13-02-1965            | Positie:         |                  | 30               | 17               | 17               | 18               | 24               | 25               | 40               | 27-03-1965       |